# Scandinavian Touring Car Championship
Scandinavian Touring Car Championship  (forkortet STCC) er et skandinaviske standardvognsmesterskab. Scandinavian Touring Car Championship er en sammenlægning af Swedish Touring Car Championship og Danish Touringcar Championship. Sammenlægningen skal gøre skandinaviske Touring Car internationalt og mere populært da flere danske racerkører fik svært ved at finde sponsor. Op til sæsonen 2009 var der sket et problematisk fald i antallet af deltagere i Danish Touringcar Championship.
Reglerne for bilerne er de samme som de internationale WTCC regler (S-2000).

## Historie
I 2010 sæsonen kørte Swedish Touring Car Championship og Danish Touringcar Championship fire løbsweekender sammen (Jyllandsringen (x2), Göteborg City Race og Ring Knutstorp) kaldt Scandinavian Touring Car cup. I 2011 have Scandinavian Touring Car Championship sin første sæson. I sæsonens første løb på Jyllandsringen deltog Jason Watt som den eneste dansker i en SEAT León. Michel Nykjær og Casper Elgaard deltog i få løb, i løbet af sæsonen. Finanskrisen gjorde det næsten umuligt for de danske racerkører at deltage i 2011 sæsonen, hvor 14 racerkører have en fuld sæson og ingen af dem var dansker. Samme problem have de svenkse racerkører ikke, så tilskuerne have aldrig mindre end 15 racer til start i STCC 2011 sæsonen.
WTCC køreren Gabriele Tarquini erstattede James Thompson hos Polestar Racing på Jyllandsringen og Ring Knutstorp i 2011.
I 2012 bliver Next Generation Touring Car (NGTC) introduceret. Polestar Racing, Flash Engineering og WestCoast Racing er modstander af NGTC reglement og har med mange andre forladt serien. De deltager i stedet i den nye svenske sportsvogns serie TTA.
Michel Nykjær blev den første dansker til at deltage fast i STCC, med Chevrolet Motorsport Sweden.

## Baner
Det er ikke kun de danske kører, men også de danske baner blev ramt af Finanskrisen og fik svært ved at afholde løb. Padborg Park og Ring Djursland har ikke været med på STCC kalenderen. Jyllandsringen er den eneste danske bane på kalenderen. Udover Jyllandsringen har Ring Knutstorp, Mantorp Park, Göteborg City Race, Falkenbergs Motorbana og Karlskoga Motorstadion været repræsenteret på STCC kalenderen.
Ikke kun kører og teams forlod STCC i 2012. Göteborg City Race, Falkenbergs Motorbana og Karlskoga Motorstadion arrangerer indtil videre ikke flere STCC løb. I 2012 kom de to nye baner Airport Race Östersund og Solvalla Stockholm til serie.

## Tidstagning
På en løbsweekend afholdes der to løb. Ved en weekend bliver startplaceringerne afgjort ved en tidstagning. En tidstagningen er to runder (Q1 og Q2). I Q1 kører alle kørerne deres hurtigste omgangstid. Kørernes hurtigste tid bestemmer startplaceringen i løb 1, for de 8 hurtigste. Resten har samme startplaceringen i begge løb. Top 8 går videre fra Q1 til Q2. De 8 kørers omgangstider bliver nulstillet i Q2 og starter forfra. De tider der sættes i Q2 bestemmer startplaceringerne for top 8 i løb 2.

## Mesterskab
Hvert hold må kun have to biler, der tæller med i holdmesterskabet, og bilerne skal være af samme fabrikat. Der gives point efter samme system som for kørerne.
| Pointsystem | Pointsystem | Pointsystem | Pointsystem | Pointsystem | Pointsystem | Pointsystem | Pointsystem | Pointsystem | Pointsystem | Pointsystem | Pointsystem | Pointsystem | Pointsystem | Pointsystem | Pointsystem | Pointsystem | Pointsystem | Pointsystem | Pointsystem | Pointsystem |
| Position    | 1.          | 2.          | 3.          | 4.          | 5.          | 6.          | 7.          | 8.          | 9.          | 10.         |             |             |             |             |             |             |             |             |             |             |
| Point       | 25          | 18          | 15          | 12          | 10          | 8           | 6           | 4           | 2           | 1           |             |             |             |             |             |             |             |             |             |             |
| ----------- | ----------- | ----------- | ----------- | ----------- | ----------- | ----------- | ----------- | ----------- | ----------- | ----------- | ----------- | ----------- | ----------- | ----------- | ----------- | ----------- | ----------- | ----------- | ----------- | ----------- |

Scandinavian Touring Car Championship bruger det samme pointsystem som FIA.

## Resultater
| Sæson | Serie Navn                            | Kører                | Bil type            | Team                        |
| ----- | ------------------------------------- | -------------------- | ------------------- | --------------------------- |
| 2011  | Scandinavian Touring Car Championship | Rickard Rydell       | Chevrolet Cruze     | Chevrolet Motorsport Sweden |
| 2011  | Semcon Cup                            | Joakim Ahlberg       | BMW 320i            | BMS Event                   |
| 2012  | Scandinavian Touring Car Championship | Johan Kristoffersson | Volkswagen Scirocco | Biogas.se                   |
| 2012  | Semcon Cup                            | Niclas Olsson        | SEAT León           | NP Racing                   |